# 功德 (道教)
功德，在道教和中国民间信仰中指的是种种善举所积累的德行福报，大致可分为阴德、阳德两种。华人传统社会裡的功德概念最早在《易经》中已可见雏形，在吸收佛教教义中的功德、轮回观後最终成型。

## 概述
在《易经》中“积善之家，必有余庆”的字句，可见中国传统文化素来鼓励行善的美德。俟佛教传入汉地，功德、轮回、转世的观念渐入人心。道教初期没有轮回、功德的观念，在佛教的影响下，以全真道为代表的宗派开始认可功德的观念，并与中华传统社会中的美德相结合，延伸了功德的內涵，並在三教合流的歷史背景下深入到漢人的宗教信仰中。
在道教和中国民间信仰中，功德的形式可以有：不殺生、不妄語誑騙、重仁義、不毀費字紙、救濟貧困、慎獨、見人或動物曝屍橫野要幫助收埋、多放生、資助建橋、建學塾、不燒山林等等。在宋元之際的三教善書《文昌帝君阴骘文》、《太上感應篇》之中，列舉了很多善行。在這些善行當中，明面上的，眾人都能看見、知曉的，稱為陽德；暗地裡的，眾人看不見、不知曉的，稱為陰功、陰德或陰骘。做各種善舉，杜絕各種惡行，就能使天神庇佑，福星高照，災星遠離，近則自己獲得福報，遠則子孫受到利益。
其中，陰德更為人敬佩，故常爲善書所推舉，如《文昌帝君阴骘文》即通篇講述陰騭。中國的古人認為，人若行善，應該不求回報，自發于至誠之心，如果爲求名利，所作陽德，雖爲萬人誇讚傳揚，但會隨著名氣的增加而抵消，這是將名氣也視為所獲福報的一部分。而人默默然行善，在小事上不求回報的助人，則更有福德的收成，雖不為人所知，各路神祇都會降下福隆。

## 相關概念
- 福德 (佛教)，佛教所講的功德，主要是以出世間智慧爲導向，希求未來證得涅槃；或者是行世間善，造善業得樂報。世間善偏重世間福報，故稱福德；若偏重出世間德行，則稱功德。
- 做功德，從功德的概念延伸而來，在民間主要偏重爲亡人積累功德，即冥福，并祈求亡者消除罪業，轉世爲天神或人等善道。